# Tiếng Japhug
Tiếng Japhug là một ngôn ngữ Rgyalrong nói ở Barkam, Rngaba, Tứ Xuyên, Trung Quốc, trong ba hương Gdong-brgyad (tiếng Trung: 龙尔甲; Hán-Việt: Long Nhĩ Giáp; bính âm: Lóng'rjiǎ, /ʁdɯrɟɤt/ trong tiếng Japhug), Gsar-rdzong (tiếng Trung: 沙尔宗; Hán-Việt: Sa Nhĩ Tông; bính âm: Shā'rzōng, /sarndzu/ trong tiếng Japhug), Da-tshang (tiếng Trung: 大藏; Hán-Việt: Đại Tàng; bính âm: Dàzàng, /tatsʰi/ trong tiếng Japhug).
Người nói tiếng Japhug gọi ngôn ngữ của họ là [kɯrɯ skɤt]. Cái tên Japhug [tɕɤpʰɯ] (tiếng Trung: 茶堡; Hán-Việt: Trà Bảo; bính âm: Chábǎo) chỉ vùng gồm hai hương Gsar-rdzong-Da-tshang, còn vùng hương Gdong-brgyad gọi là [sɤŋu] (Jacques 2004). Tuy vậy, người Situ (cũng nói một ngôn ngữ Rgyalrong) dùng từ [tɕɤpʰɯ] này để chỉ toàn vùng nói tiếng Japhug.

## Âm vị học
Tiếng Japhug là ngôn ngữ Rgyalrong phi thanh điệu duy nhất.

### Phụ âm
|            |               | Môi | Răng | Chân răng | Quặt lưỡi | Chân răng-vòm | Vòm | Ngạc mềm | Lưỡi gà |
| ---------- | ------------- | --- | ---- | --------- | --------- | ------------- | --- | -------- | ------- |
| Occlusive  | mũi           | m   | n    |           |           |               | ɲ   | ŋ        |         |
| Occlusive  | mũi hoá trước | mb  | nd   | ndz       | ndʐ       | ndʑ           | ɲɟ  | ŋɡ       | ɴɢ      |
| Occlusive  | hữu thanh     | b   | d    | dz        | dʐ        | dʑ            | ɟ   | ɡ        |         |
| Occlusive  | vô thanh      | p   | t    | ts        | tʂ        | tɕ            | c   | k        | q       |
| Occlusive  | bật hơi       | pʰ  | tʰ   | tsʰ       | tʂʰ       | tɕʰ           | cʰ  | kʰ       | qʰ      |
| Continuant | hữu thanh     | w   | l    | z         | r         | ʑ             | j   | ɣ        | ʁ       |
| Continuant | vô thanh      |     | ɬ    | s         | ʂ         | ɕ             |     | x        | χ       |

Âm vị /w/ có tha âm [β] và [f].
Âm vị /ʁ/ được phát âm thành âm xát nắp thanh quản ở cuối từ hay khi đứng trước một phụ âm khác.
Phụ âm mũi hoá trước được xác định là đơn âm vị thay vì cụm phụ âm vì hai lý do. Thứ nhất, có âm vị /ɴɢ/ (như trong /ɴɢoɕna/ "nhện to"), nhưng cả /ɴ/ lẫn /ɢ/ đều không là âm vị độc lập. Thứ hai, có cụm phụ âm xát-tắc hữu thanh mũi hoá trước (như trong /ʑmbri/ "liễu lá to"), nhưng không có cụm xát-tắc vô thanh mũi hoá trước.
Tiếng Japhug phân biệt giữa âm tắc vòm và cụm tắc ngạc mềm + j, tức nó phân biệt /co/ "thung lũng" với /kjo/ "kéo lê".
Có ít nhất 339 cụm phụ âm trong tiếng Japhug (Jacques 2008:29), nhiều hơn so với tiếng Tạng cổ và đa phần ngôn ngữ Ấn-Âu. Một số cụm phụ âm có hình thái khá khác thường: ngoài những cụm phụ âm xát-tắc hữu thanh mũi hoá trước nêu trên, còn có cụm phụ âm bắt đầu bằng bán nguyên âm (ví dụ /jla/ "dzo, con lai giữa yak với bò nhà").

### Nguyên âm
Tiếng Japhug có tám âm vị nguyên âm: a, o, u, ɤ, ɯ, y, e, i. Nguyên âm y có mặt trong từ mượn tiếng Trung Quốc và trong chỉ một từ bản địa (/qaɟy/ "cá" và các từ phái sinh).